# Alena Petrášová
Alena Petrášová (ur. 2 sierpnia 1975 w Sninie) – słowacka siatkarka występująca na pozycji rozgrywającej. W sezonie 2001/2002 grała w KPSK Stal Mielec.

## Kluby
- –1993:  Sparta Snina
- 1993–1997:  Slavia Bratysława
- 1997–1999:  Dauphines Charleroi
- 1999–2001:  Volco Ommen
- 2001–2002:  Stal Mielec
- 2002–2003:  SCC Schwerin
- 2004–2009:  Pollux Oldenzaal
- 2009–2011:  Hainaut Volley

## Sukcesy
- brązowy medal ze Spartą Snina
- 2x srebrny medal ze Slavią Bratysława
- brązowy medal z Valco Ommen